# Gouvernement Laurent-Désiré Kabila
Pour les articles homonymes, voir Gouvernement Kabila.
Gouvernement de salut public
Likulia Bolongo Joseph Kabila
Le gouvernement Laurent-Désiré Kabila en République Démocratique du Congo présentait en juillet 1997 la composition suivante. Un premier gouvernement de salut public fut nommé le 22 mai 1997 (soit cinq jours après l'entrée de Laurent-Désiré Kabila à Kinshasa et sa prise de pouvoir). Il comprenait 13 ministres, dont neuf membres de l'AFDL. Le gouvernement sera remanié à diverses reprises au cours de la présidence de Laurent-Désiré Kabila ; notoirement connus parmi ceux-ci la démission de Justine Kasa-Vubu et l'accession de Mashako Mamba au ministère de la Santé.
À la suite des accords liés à la fin de la deuxième guerre du Congo, un gouvernement d'union nationale est établi, le gouvernement de transition, entrant en fonction le 30 juin 2003.

## Composition du gouvernement au 22 mai 1997
Ministres nommés le 22 mai 1997 :
- Affaires intérieures : Mwenze Kongolo
- Information : Raphaël Ghenda
- Affaires étrangères : Bizima Karaha
- Finances : Mawampanga Mwana Nanga
- Agriculture et élevage : Paul Bandoma (membre UDPS agissant à titre privé)[1]
- Fonction publique : Justine Mpoyo Kasa-Vubu (membre UDPS agissant à titre privé)[1]
- Transports : Henri Mova Sakanyi
- Mines : Kambale Kabila Mututulo
- Postes et télécommunications : Kinkela Vik'Ansy
- Plan et développement : Monsieur Babi Nbayi
- Santé et affaires sociales : Jean-Baptiste Sondji (membre du Front Patriotique, ancien parti d'opposition zaïrois)[1]
- Éducation nationale : Kamara Rwakaikara
- Justice : Célestin Lwangi

### Ministres nommés le 8 juin 1997
- Coopération internationale : Thomas Kanza
- Travaux d'urgence : Étienne Mbaya
- Information et presse : Juliana Lumumba (vice-ministre)

## Composition du gouvernement en juillet 1997

### Ministres
- Affaires étrangères : Bizima Karaha (AFDL)
- Agriculture : Paul Bandoma
- Économie nationale et industries : Pierre Mpoyo
- Éducation nationale : Kamara Rwakaikara (AFDL)
- Énergie : Lokombe Kitete
- Environnement et tourisme : Eddy Angulu Mabengi
- Finance : Mawampanga Mwana Nanga (AFDL)
- Fonction publique : Mme Justine Mpoyo Kasa-Vubu
- Information et presse : Raphaël Ghenda (AFDL)
- Intérieur : Kongolo Mwenze (AFDL)
- Jeunesse et Sports : Mutombo Tshibal
- Justice : Célestin Lwangi (AFDL)
- Mines : Kambale Kabila Mututulo (AFDL)
- Plan, portefeuille et développement : Babi Mbayi (AFDL)
- Poste et télécommunication : Me Kinkela-vi Kansi
- Reconstruction nationale et planification des urgences : Étienne Mbaya
- Santé publique et affaires sociales : Dr. Jean-Baptiste Sondji
- Transports et communication : Henri Mova Sakania (AFDL)
- Travaux publics : Gustave Bishikuabo Kubaka

### Vice-ministres
- Intérieur : Faustin Munene
- Informations et presse : Juliana Lumumba
- Affaires sociales : Mlle Milulu Mamboleo

## Composition du gouvernement en janvier 1998
Le président de la République et ministre de la Défense Laurent-Désiré Kabila annonce un nouveau cabinet ministériel le 4 janvier. Le remaniement consiste en deux ministres d’État, 21 ministres et six vice-ministres.

### Ministres d’État
- Intérieur : Gaëtan Kakudji
- Économie et pétrole : Pierre-Victor Mpoyo

### Ministres
- Affaires étrangères : Bizima Karaha (AFDL)
- Agriculture : Mawampanga Mwana Nanga
- Éducation nationale : Kamara Rwakaikara (AFDL)
- Énergie : Pierre Lokombe Kitete
- Environnement et tourisme : Eddy Angulu Mabengi
- Finance : Fernand Tala-Ngai
  - remplacé le 20 octobre 1998 par Mawampanga Mwana Nanga, ministre de l’Agriculture[3]
- Information et Culture : Raphaël Ghenda (AFDL)
- Jeunesse et Sports : Vincent Mutombo Tshibal
- Justice : Mwenze Kongolo
- Mines : Frédéric Kibassa Maliba
- Plan : Étienne Richard Mbaya
- Poste et Télécommunication : Me Kinkela-Vi Kan'si
- Santé publique et Affaires sociales : Dr. Jean-Baptiste Sondji
- Transports et communication : Henri Mova Sakania (AFDL)
- Travaux publics, Administration territoriale et Développement : Anatole Tshumbiaka Bishikwabo

### Vice-ministres
- Affaires étrangères : David Mbwankiem
- Affaires sociales : sam mabula
- Intérieur : Mulumba Katchi et Faustin Munene
- Portefeuille : Kanumutambi Biselele

## Composition du gouvernement le 15 mars 1999
Décret n° 208 portant nomination des membres du gouvernement de salut public - 15 mars 1999

### Ministres
- Affaires intérieures : Kakudji Gaëtan
- Pétrole : Pierre-Victor Mpoyo
- Affaires étrangères et coopération internationale : Yerodia Abdoulaye Ndombasi
- Plan et commerce : Badimanyi Dilembu Mulumba
- Justice : Mwenze Kongolo
- Finances : Mawapanga Mwana Nanga
- Économie et industrie : Bemba Saolona
- Travaux publics : Yagi Sitolo
- Santé : Dr Mashako Mamba
- Postes, téléphones et télécommunications : Prosper Kibuey
- Reconstruction : Denis Kalume Numbi
- Transports et communications : Mme Odette Babandoa Etoa
- Agriculture et élevage : M. Kitanga Eshima Musebo Etienne
- Affaires foncières, environnement, pêche et forêts : Bishikwabo Tshubaka
- Énergie : Babi Mbayi
- Éducation : Kamara Rwakaïkara
- Droits humains : Léonard She Okitundu
- Culture et qrts : Juliana Lumumba
- Information et tourisme : Didier Mumengi
- Fonction publique, travail et prévoyance sociale : Paul Kapita Shabangi

Nommés le 20 mars 1999 :
- Mines : Frédéric Kibassa Maliba
- Affaires sociales : Moleko Moliwa

### Vice-ministres
- Affaires sociales: Isabel Machik Ruth Tshombe
- Défense : Dieudonné Kayembe Mbandakulu
- Finances : Albert Luhalwe Diya
- Transports : Amisi Kalondaya
- Environnement : Banamuhere Baliene
- Énergie : Léonard Beleke Tabu
- Affaires étrangères : David Mbwankiem
- Éducation supérieure et universitaire : Makwanza Batumanisa
- Enseignement primaire, secondaire et professionnel : Médard Kayamba Badye
- Information et tourisme : Pascaline Birinyo Thoin